# Dolan Springs
Dolan Springs ist ein Census-designated place im Mohave County im US-Bundesstaat Arizona.
Das U.S. Census Bureau hat bei der Volkszählung 2020 eine Einwohnerzahl von 1.734 auf einer Fläche von 74,1 km² ermittelt. Die Bevölkerungsdichte beträgt 23 Einwohner je km². 
Westlich des Dorfes verläuft der U.S. Highway 93.